# Palio Pyli

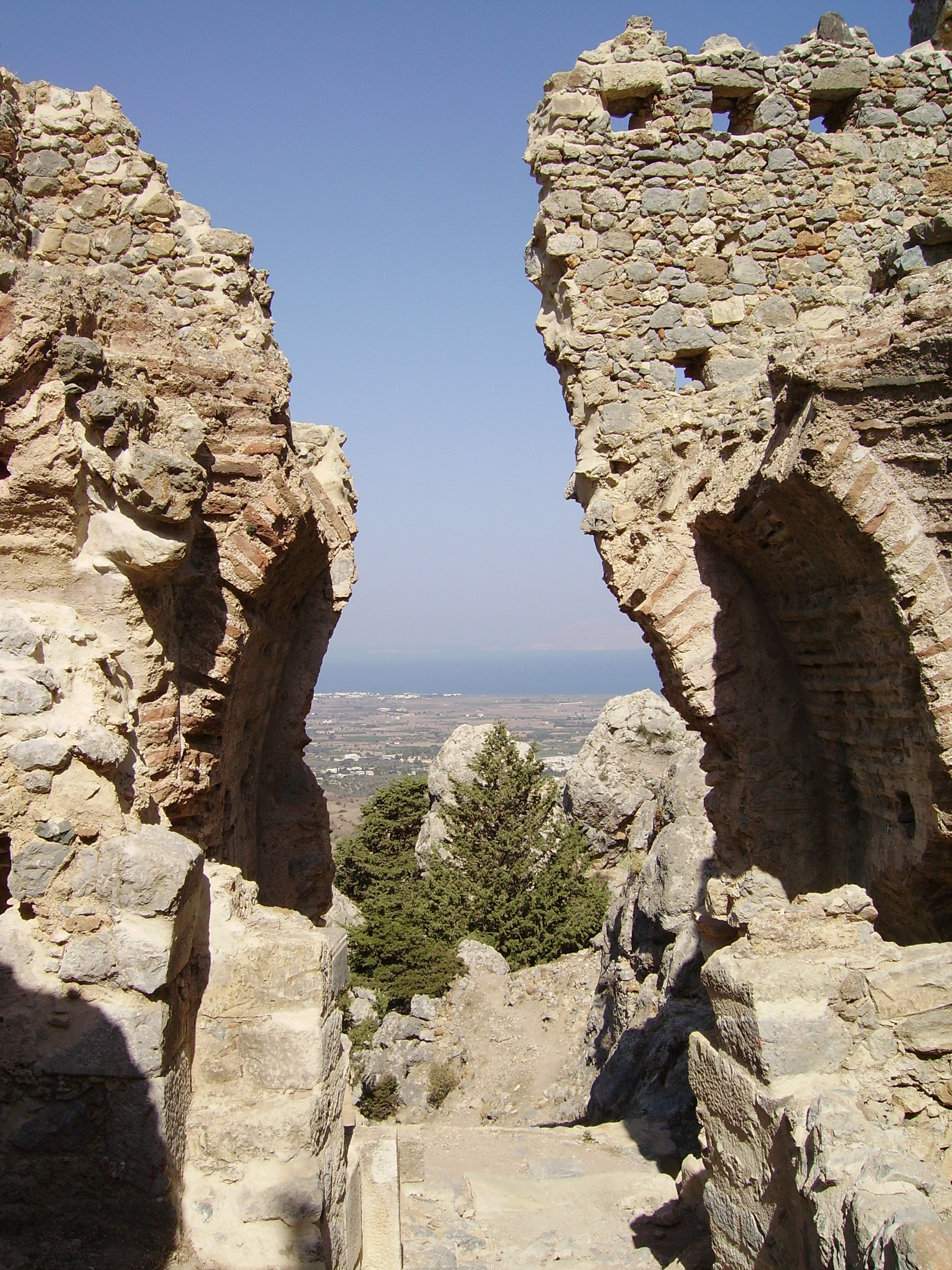
Palio Pyli

Palio Pyli (Grieks: Παλιό Πύλι) is een verlaten dorp op het Griekse eiland Kos. In het verlaten dorp, dat gelegen is in het heuvelachtige gedeelte van het eiland, staan ruïnes van een kasteel en drie kerken. De Ypapantiskerk staat nog rechtop en bevat fresco's uit de veertiende eeuw. Vanaf het kasteel is een weids uitzicht waarbij de plaatsen Marmari en Tigaki met daarachter de Egeïsche Zee te zien zijn. Verderop zijn nog de eilanden Pserimos en Kalymnos te zien.

## Kasteel
Het kasteel is in de 11e eeuw gebouwd en in de 15e eeuw is het dorp eromheen gevormd. Het kasteel was niet vanaf zee te zien, waardoor het een goede beschutting bood tegen piraten. Vanwege een choleraepidemie werd het dorp rond 1830 verlaten.